# Andreas Skov Olsen
Andreas Skov Olsen, född 29 december 1999, är en dansk fotbollsspelare som spelar för belgiska Club Brugge. Han representerar även Danmarks landslag.

## Karriär
Den 28 januari 2022 värvades Olsen av belgiska Club Brugge, där han skrev på ett 4,5-årskontrakt.

## Honours
Club Brugge
- Belgisk mästare: 2021/2022, 2023/2024
- Belgisk supercupvinnare: 2022